# たかはし慶行
たかはし 慶行（たかはし よしゆき、1984年7月18日 - ）は、日本の漫画家。デビュー作は『大雨女』。

## 作品リスト

### 連載
- 化けてりや（『月刊ビッグガンガン』、スクウェア・エニックス、全4巻）
- 聖樹のパン（原作：山花典之、『ヤングガンガン』、スクウェア・エニックス、全12巻）
- 育成スキルはもういらないと勇者パーティを解雇されたので、退職金がわりにもらった【領地】を強くしてみる（原作：黒おーじ、『マンガUP!』、スクウェア・エニックス、既刊12巻）

### 読み切り
- 大雨女（『増刊ヤングガンガン』、スクウェア・エニックス）

### キャラクターイラスト
- スターオーシャン:アナムネシス（ウィニー、ボリス）